# 児嶋一哉
児嶋 一哉（こじま かずや、1972年〈昭和47年〉7月16日 - ）は、日本のお笑いタレント、俳優、プロ雀士（日本プロ麻雀協会所属）、YouTuber。
東京都八王子市出身。八王子市立弐分方小学校、八王子市立元八王子中学校、東京都立日野高等学校卒業。プロダクション人力舎所属。
お笑いコンビ・アンジャッシュのリーダー・ボケ（キレ芸のときはツッコミ）担当。相方は渡部建。

## 略歴
小学校では当時八王子で一番強いサッカークラブでキャプテンを務めていた。中学校では陸上部（1500メートル）に所属。
中学時代の初恋の相手は小川真澄で、後にアイドルグループ「パンプキン」のメンバーとして芸能デビューしている。
ジャニーズ事務所に履歴書を2回送ったことがある。その後、お笑いを目指そうと思っていたが、当時東京にお笑いの養成所がなかった（1992年以前）ため、第一歩のきっかけが分からなかった。そのため、同じ中学校の先輩であるヒロミ（B21スペシャル）への弟子入りを考え、ヒロミの妹と児嶋が同級生だったこともあり、ヒロミの母親へ相談し、母親を通じて弟子入りを願うも断られる。その後、番組収録中のヒロミに会い、直接弟子入りのお願いをするもやはり断られた。「オレなんかについてもしょうがないから、自分で始めたほうがいいよ」と言われ、ヒロミも所属していたことがあるプロダクション人力舎が、スクールJCAを開校することを知り入学を決意する。
スクールJCAの一期生として受験するも、当時は全然目も合わせない、声も小さい、外見も良くなかったことから不合格となりかける。しかし、芸能事務所的には養成所を始めたばかりだったため、入校料を払うという理由で受験者7人中唯一の補欠合格で入学する（他の応募者は全員合格）。因みに選考委員の斉木しげるは、パチスロの勝率が8割（当時）だったため、授業料が支払えると判断したとされる。JCAでは相方が見つからず、ピン芸人として1992年デビュー。その後、とんねるずなどのいわゆる『同級生コンビ』に憧れを抱いていたことから「高校時代の人間から相方を探そう」と電話を掛けるも断られ続け、1993年に現在の相方となる渡部とアンジャッシュとしてデビュー。渡部は5人目に声をかけた相手だった。
コンビ結成当初は渡部が5人目にもかかわらず「お前だけだ」と言い張っていた。渡部はそれについて「騙された」と述べている。児嶋曰く「辞められたら困る」ため、コンビ結成当時は児嶋が大リーダーで全部ネタを書き、渡部を車で送り迎えし、渡部を褒めたり、近所の区民センターに申請して会議室をおさえたりと全部やっていて、渡部にとっては至れり尽くせりだった。しかし、リーダーとしてはあまりに頼りなかったため、半年で渡部にリーダー交代していたとのこと。
2008年に出演した黒沢清監督作品『トウキョウソナタ』で演技力を高く評価され、以降は芸人のみならず俳優としての活動も多くなっている。
2009年10月15日放送の『白黒アンジャッシュ』にてコジの乱と改名したが、2010年9月30日の放送にて本名に戻している。
2011年ごろから、児嶋のイジられ芸やキレ芸に注目が集まり、ソロとしても活躍するようになった（後述）。
2011年9月10日、元タレントでノーボトムの初代ボーカルだった坪井志津香と15年の交際の末に結婚したことを報告した。
2013年4月2日から放送されている『Girls TV! feat.SUPER☆GiRLS』にてMCを担当する。当番組で児嶋は、単独では初めてMCを担当することとなった。
2020年6月28日にYouTubeチャンネル「児嶋だよ！」を開設し、7月3日より動画投稿を開始。
2020年11月30日よりTikTokの配信をスタートさせた。投稿はスタッフが行っている。
2021年3月20日、自身初のエッセイ本「俺の本だよ!!」を発売。
2022年2月15日、白黒アンジャッシュにて相方の渡部が芸能活動を再開。渡部に対して「お前がいたからアンジャッシュとしてテレビに出られたし、お前が頑張ってくれたが、人間性は大嫌い」と前置きしつつも「どこかで助けたい気持ちもあるけど、お前のためじゃない。お前の家族（佐々木希と息子）かなと思っているんだよね。お前の家族のために、頑張っている姿を見せられたら」と話した。

## 人物

### キャラクター
- 渡部のピン仕事が増え始めた時期から、それまでの「作り込んだコントを正確に演じる」イメージと異なる「ダメ芸人」キャラでバラエティ番組に登場することが増えた。本人曰くボケというよりも「イジられ」というポジションだと述べている[13]。
- イジられ芸が定着する前は、芸人仲間やスタジオ収録の客にまでに牙をむくなど尖っていたところもあったが、2008年の『バナナマンのバナナムーンGOLD』にゲスト出演した際、設楽統（バナナマン）に「コントの人って、演じている自分を見せて1回、名が通ったら、そこからもう1回、その個人のどういう人間かを知らしめなきゃいけない」と今後の真剣なダメ出しをされ、それから地道に設楽にイジられ続け、2011年の『リンカーン』でイジられ芸が認知されるようになった[14]。
- 昔から（天然気質を）隠し通して来たが近年になってボロが出始め、「自分が思う自分ではなく、他人が思う自分を受け入れるべき」と児嶋も考えを改めたため、現在のキャラに至ったとのこと[13]。このキャラ変更以後、「大島さん」「アンタッチャブル」などとわざと違う名前で呼ばれ「児嶋だよ！」「アンジャッシュ！」とツッコむ芸が生まれている[1]。派生して、ボケるべきところをボケずストレートに「児嶋さん」と言われ「間違えろよ！」とツッコむパターンもある。それらを含め、いじられキャラで通すパターンが定番化した[15]。
- 松本人志（ダウンタウン）に気に入られていると豪語している[16][17][18]。
- いわゆるあがり症で人前に出ると喋れなくなってしまい、だいぶ慣れてきたが未だにあがり症。とにかく体が震えること、緊張でカンペが読めなかったり、一般人がボケて来ても緊張で返せなかったりしたこともあったと語っている[19]。
- グルメな相方の渡部とは対照的に、味覚オンチ。牛肉と豚肉、鶏肉の区別やキャベツとレタスの区別ができない。キノコ類にいたっては「考えてもわからない」と言っている[20]。しかし、後にキノコ類については未だにわからないが、肉およびキャベツとレタスの区別は8割5分はわかるようになった[1]。
- 「児嶋がハマったものは廃れる」というジンクスがある[20]。
- かつては犬が大の苦手であり、『ネリさまぁ〜ず』の罰ゲームでは汗だくになりながら大型犬と戯れていた[21]が、現在は克服しており、2020年時点ではマルチーズとトイプードルのミックス犬を飼い「ネネ」と名付けて可愛がっている。また、ネネを迎えたことを機に動物全般が好きになったという[22][23]。
- よしもとクリエイティブ・エージェンシーに所属するピン芸人・アンチエイジ徳泉は、今まで誰もやったことのなかった児嶋のものまねを2012年の初旬からやり始めており、数々のものまねレパートリーの中でもクオリティが高く好評なため、披露する回数も一番多い。なお、2人は2013年2月放送の『爆笑そっくりものまね紅白歌合戦スペシャル』（フジテレビ）に徳泉が児嶋のものまねで出演した際に、児嶋本人もご本人登場で出演し共演を果たしている[24][25][26][27]。その後、児嶋はTwitter上での会話にて徳泉に自身のものまねをライブやテレビなどでやってもいいことを許可しており、晴れて「本人公認」のものまねとなっている[28]。

### 趣味
- プロ雀士の資格（日本プロ麻雀協会）を所持しており[1]、麻雀サイト「こじまーじゃん」も開設している。また、麻雀で培った読み能力や推理力も高く、『Numer0n』第5回大会ではアイテムを使い番組タイ記録となる3ターン勝利や、対戦相手の性格を読んで番組初となるシャッフル直後に的中させるなどを見せ、優勝を果たした。また、フジテレビONEで放送されている『THEわれめDEポン』に19回出場し、8回優勝している[1]。
- 大型自動二輪の免許を持っており、バイクが好き。かつて乗っていたFTRは「カスタムした」と豪語したが、カスタムはエンジンのHONDAマークのロゴを剥がしただけだった[29]。
- 妻の影響で[6]ももいろクローバーZのファンとなった。2012年中は「プライベートはももいろクローバーZ一色」と話している[30]。また『Girls TV! feat.SUPER☆GiRLS』で共演していたため、SUPER☆GiRLSとは親交が深い。
- 妻の影響で、ライブに何度も足を運ぶほど、乃木坂46のファンになった。
- 渡部の影響で、2008年ごろからヨガを始め、2016年に「ヨガジャーナル presents Yoga People Award 2016/ベスト・オブ・ヨギ（男性部門）」に選ばれる[31][1]。2022年にも同賞を受賞[32]。

## 作品

### シングル
- お姫様だっこ（2017年11月26日）[注 1] ※菊地亜美、Momoka（ROSARIO+CROSS）とのユニット「バッキン隊」名義[33]

### 配信シングル
- なろうよ（2016年3月9日） ※宇野実彩子（AAA）とのデュエット曲[34]

### 著書
- スーツがキマる! 若返る! アンジャッシュ児嶋のおっさんずヨガ （2020年8月24日、インプレス、ISBN 978-4-295-00989-4）
- 俺の本だよ!!（2021年3月20日、世界文化社、ISBN 978-4-418-21403-7）

## 出演

### テレビ番組
現在の出演番組
- ココロ部!（2015年4月3日 - 、NHK Eテレ）
- しずおかバカ売れの法則（2016年 - 、テレビ静岡） - MC
- スイッチ!（2017年4月4日 - 、東海テレビ） - 火曜レギュラー
- 所さんの学校では教えてくれないそこんトコロ!（2020年6月12日 - 、テレビ東京）
- 種から植えるTV（2022年4月3日 - 、テレビ東京） - MC
- 朝メシまで。（2022年6月17日・10月15日 - 、テレビ朝日） - MC
- ぽかぽか（2023年1月13日 - 、フジテレビ）- 金曜レギュラー[35]
- DayDay.（2023年4月5日 - 、日本テレビ）- 水曜レギュラー
- 円卓コンフィデンシャル（2023年7月9日 - 、 テレビ東京） - 司会
- 通販をスクープしてみた!!（2023年7月29日 - 、テレビ朝日）
- ～MリーグNo.1への道 BEAST ROAD～（2024年2月14日 - 、BSJapanext → BS10） - MC・応援団長

単発・不定期出演
- アメトーーク!（テレビ朝日）
- ロンドンハーツ（テレビ朝日）
- タモリ倶楽部（テレビ朝日）
- ネプリーグ（2006年4月17日- 19回出演、準レギュラー、フジテレビ）
- おぎやはぎ小木のナツハチ党!〜80'sの愛し方〜（2011年12月10日 - 、ファミリー劇場）
- 内村さまぁ〜ず（2007年11月1日 - 不定期出演、内さま.com/TOKYO MX）
- run for money 逃走中（2012年4月8日、2012年7月3日、2013年1月6日・13日、9月29日、2022年12月31日、フジテレビ）
- battle for money 戦闘中（2012年10月14日、2013年4月7日、フジテレビ）
- THEわれめDEポン（2011年8月26日 - 、CSフジテレビONE）
- 潜在能力テスト（フジテレビ）
- 今夜はナゾトレ（フジテレビ）
- くりぃむクイズ ミラクル9（テレビ朝日）
- THE 事業承継 その灯を消すな!（2022年10月2日 - 、テレビ東京） - MC

過去の出演番組
- 撮れ高次第 （2011年10月4日 - 2012年1月3日、TOKYO MX）
- 世界行ってみたらホントはこんなトコだった!?（フジテレビ）
- ノンストップ!（フジテレビ） - 準レギュラー
- シルシルミシルさんデー（2012年7月1日 - 2014年9月7日、テレビ朝日）「全国ニッポン1視察」
- リンカーン（不定期出演、TBS）
- Girls TV! feat.SUPER☆GiRLS（2013年4月2日 - 2015年9月29日、TOKYO MX） - MC
- コレ考えた人、天才じゃね!? 〜今すぐ役立つ生活の知恵、集めました〜（2015年7月17日 - 2016年3月11日、テレビ東京） - MC
- ポンコツ&さまぁ〜ず（2014年10月11日 - 2016年3月26日、テレビ東京）レギュラー
- 超ポンコツさまぁ〜ず（2016年4月2日 - 2017年3月25日、テレビ東京）レギュラー
- さまスポ（テレビ東京）
- 賢者ファビウスの定理（2017年4月4日 - 2017年9月26日、TOKYO MX） - MC
- バックキングカム宮殿（2016年10月8日 - 12月24日、2017年4月29日 - 2018年3月31日、静岡第一テレビ） - MC[36]
- VS嵐（フジテレビ） - 準レギュラー
- トリニクって何の肉!?（不定期出演、朝日放送テレビ）
- ゆる系忍者隊 ニンスマン（2020年10月 - 2020年12月、テレビ朝日） - 司令官
- シャキーン!（2019年4月4日 - 2022年3月、NHK Eテレ） - VTRコーナー「カウントダウン劇場」
- 集まれ!キャラクター麻雀（2024年4月5日 - 2025年3月28日、テレビ朝日） - MC[37]

### テレビドラマ
- ハートにS 第10回 エンディング 「ティーンズライフ」（1995年6月12日、フジテレビ）
- 大河ドラマ（NHK総合）
  - 龍馬伝 第1話（2010年1月3日） - 近藤廉平 役
  - 真田丸 第49話（2016年12月11日） - 室賀久太夫 役[38]
- 月曜ゴールデン 緑川警部シリーズ（TBS） - 久本孝之 役
  - 「緑川警部 VS 16時02分の路線バス」（2010年7月26日）
  - 「緑川警部 VS 殺人トランプ」（2011年9月12日）
- フリーター、家を買う。（2010年10月19日 - 12月21日、フジテレビ） - 北山雅彦 役
  - フリーター、家を買う。スペシャル（2011年10月4日）
- 赤い指〜「新参者」加賀恭一郎再び!（2011年1月3日、TBS） - 佐藤 役
- マルモのおきて 第2・7・9話（2011年5月1日・6月5日・12日、フジテレビ） - 千葉亮一 役
  - マルモのおきてスペシャル（2011年10月9日）
  - マルモのおきてスペシャル2014（2014年9月28日）
- 生まれる。 第6話 - 最終話（2011年5月27日 - 6月24日、TBS） - 玉木 役
- 下流の宴（2011年5月31日 - 7月12日、NHK総合） - 水谷龍彦 役
- ダチタビ 〜第一章 ダルセーニョなキャンプ（2011年10月5日、日本テレビ） - パン屋店員 役
- ダーティ・ママ! 第1話、第2話（2012年1月11日・18日、日本テレビ） - 三宅誠一 役
- 名探偵コナンドラマスペシャル 工藤新一 京都新撰組殺人事件（2012年4月12日、読売テレビ） - 鷺沼昇 役
- 連続テレビ小説 梅ちゃん先生 第27話（2012年5月2日、NHK総合） - 巡査 役
- 花のズボラ飯（2012年10月23日 - 12月25日、MBS） - 早井 役
- 東京全力少女 第4話（2012年10月31日、日本テレビ） - ホテルフロント 役
- 黒い十人の黒木瞳2 「黒いクレーマー」（2012年12月29日、NHK BSプレミアム）
- ちいさいぜ!ちょこやまくん（2013年4月11日 - 5月2日、NHK Eテレ） - 主演・横山弘 役
- 救命病棟24時 第5シリーズ（2013年7月9日 - 9月10日、フジテレビ） - 安藤直利 役
- スペシャルドラマ ちびまる子ちゃん（2013年10月1日、フジテレビ） - さくらひろし 役
- ルーズヴェルト・ゲーム（2014年4月27日 - 6月22日、TBS） - 豊岡太一 役
- ビンタ!〜弁護士事務員ミノワが愛で解決します〜 第1話（2014年10月2日、読売テレビ） - 沢田 役
- ああ、ラブホテル 第5話（2015年3月22日、WOWOW） - 男 役
- 花咲舞が黙ってない 第2シリーズ 第1話（2015年7月8日、日本テレビ） - 辻本健二 役
- 初森ベマーズ 第1・8・9・11・12話（2015年7月10日・8月28日・9月4日・18・25日、テレビ東京） - 小島先生 役
- 5人のジュンコ（2015年11月21日 - 12月19日、WOWOW） - 福留広太 役
- マザーズ2015 〜17歳の実母〜（2015年12月19日、中京テレビ） - 北沢アキオ 役
- ふなっしー探偵（2016年1月7日、フジテレビ） - 平塚平助 役[39]
- 臨床犯罪学者 火村英生の推理 第3話（2016年1月31日、日本テレビ） - 城戸誉 役
- コントレール〜罪と恋〜 第6話（2016年5月20日、NHK総合） - 仲田 役
- 受験のシンデレラ（2016年7月10日 - 8月28日、NHK BSプレミアム） - 宇佐美宏一 役
- ヤッさん〜築地発!おいしい事件簿〜 第2話（2016年7月29日、テレビ東京） - 食才人 役
- 小さな巨人 第5話（2017年5月14日、TBS） - 警務係・大島 役
- 吾輩の部屋である 第3話（2017年10月2日、日本テレビ） - 洗濯機 役（声の出演）
- もみ消して冬〜わが家の問題なかったことに〜 （2018年1月13日 - 3月18日、日本テレビ） - 手毛綱美鎖夫 役
  - もみ消して冬2019夏〜夏でも寒くて死にそうです〜 （2019年6月29日、日本テレビ）
- おっさんずラブ（2018年4月21日 - 6月2日、テレビ朝日） - 荒井鉄平 役
  - おっさんずラブ -リターンズ-（2024年1月5日 - 3月1日、テレビ朝日）[40]
- オリガミの魔女と博士の四角い時間 第14話（2018年6月30日、NHK Eテレ） - 泥棒 役
- 僕らは奇跡でできている（2018年10月9日 - 12月11日、関西テレビ） - 沼袋順平 役[41]
- リーガルV〜元弁護士・小鳥遊翔子〜 第1話（2018年10月11日、テレビ朝日） - 安田勉 役
- 僕の初恋をキミに捧ぐ（2019年1月19日 - 3月2日、テレビ朝日） - 垣野内寛貴 役
- 仮面ライダーゼロワン（2019年9月1日 - 2020年8月30日、テレビ朝日） - 福添准 役[42]
- 半沢直樹 第5話 - 最終話（2020年8月16日 - 9月27日、TBS） - 笠松茂樹 役[43]
- 99.9-刑事専門弁護士- 完全新作SP新たな出会い篇〜映画公開前夜祭〜（2021年12月29日、TBS） - 大島浩二 役[44]
- D&D〜医者と刑事の捜査線〜 第1話（2024年10月18日、テレビ東京） - キッチンカー店主 役[45]
- 恋は闇（2025年4月16日 - 6月18日、日本テレビ） - 児嶋一哉（本人） 役[46]

### 映画
- トウキョウソナタ（2008年9月27日、ピックス） - 小林先生 役
- クヒオ大佐（2009年10月10日、ショウゲート） - 高橋幸一 役
- 恋の罪（2011年11月12日、日活） - 正二 役
- 目を閉じてギラギラ（2011年10月22日、日活）[注 2] - 小田島 役
- 映画 謎解きはディナーのあとで（2013年8月3日、東宝） - パラジ・イスワラン 役
- 万能鑑定士Q −モナ・リザの瞳−（2014年5月31日、東宝） - 喜屋武友禅 役
- 飛べないコトリとメリーゴーランド（2015年7月4日、ソニー・ミュージックアーティスツ） - 羽田正男 役
- HERO（2015年7月18日、東宝） - 矢口繁之 役
- 闇金ウシジマくん Part3（2016年9月22日）
- 少女（2016年10月8日、東映） - 小倉一樹 役
- 散歩する侵略者（2017年9月9日） - 車田 役[47]
- 劇場版 おっさんずラブ 〜LOVE or DEAD〜（2019年8月23日、東映） - 荒井鉄平 役
- 仮面ライダーシリーズ（東映） - 福添准 役
  - 仮面ライダー 令和 ザ・ファースト・ジェネレーション（2019年12月21日）[48]
  - 劇場版 仮面ライダーゼロワン REAL×TIME（2020年12月18日）[49]
- アキラとあきら（2022年8月26日、東宝） - 階堂崇 役[50]

### 劇場アニメ
- コウノトリ大作戦!（2016年11月3日、日本語吹替版） - トーディ 役[51]

### テレビアニメ
- ぼのぼの（2018年） - テントウムシ 役
- ちびまる子ちゃん（2019年） - 大島さん 役[52]

### WEBドラマ
- 目を閉じてギラギラ（2011年10月1日 - 10分×12話、BeeTV） - 小田島 役
- Re：Dream（2012年4月18日 - 全5話、BeeTV）[53]
- ミス・シャーロック 第2話（2018年5月4日、Hulu） - 桑畑道彦 役

### WEBアニメ
- 実験都市DIVER CITY（2020年） - KJ 役[54]

### ラジオ
- PLATOn（2008年3月25日、J-WAVE）
- バナナマンのバナナムーン（TBSラジオ）
  - 2008年4月14日回
  - 2012年3月9日回
  - 2012年4月20日回
  - 2013年2月22日回
- アンタッチャブルのシカゴマンゴ（2010年4月1日、TBSラジオ）
- 有吉弘行のSUNDAY NIGHT DREAMER（2012年4月1日、JFN）
- GOLD RUSH（J-WAVE） - 渡部の休暇・出演見合わせ時の代役
- 爆笑問題カーボーイ
- Golden Time Age CLUB [55]（InterFM、2021年7月4日 - 2023年3月26日）

### ネット配信
- アンジャッシュ児嶋の今夜はイジらないで!!（2012年4月13日 - 2013年8月14日、ニコニコ生放送）
- HITOSHI MATSUMOTO presents ドキュメンタル（2017年、Amazonプライム・ビデオ） - シーズン2出演
- ザ・マスクド・シンガー #3・#4（2021年、Amazonプライム・ビデオ） - パネリスト

### CM
- NTT東日本 FLET'S 光（2012年）
- トヨタ自動車 「ラクティス」（2013年1月）
- リクルートホールディングス ゼクシィ（2013年5月 - ）
- NTTソルマーレ コミックシーモア（2018年8月）
- キリン 「キリン・ザ・ストロング」（2018年9月）
- フマキラー「ゴキファイタープロ ストロング」（2020年7月 - ）[56][57]
- プレミアムウォーター株式会社「プレミアムウォーター」『児嶋家、ウォーターサーバーはじめる。』シリーズ（2020年7月30日 - ）[58][59]
- STORES デジタルストアプラットフォーム『お店のデジタル、まるっと。篇』『初めてのネットショップ篇』『初めてのキャッシュレス篇』『初めてのネット予約篇』(2020年11月6日 -) [60]
- BANDAI SPIRITS 「一番くじONLINE」『念じる吉住』篇、『念じる児嶋』篇（2021年2月 - ） - 「念じる吉住」篇は吉住と共演[61][62]
- セブンプレミアム×サントリー 「ザ・ブリュー」『わがまま晩酌』篇（2021年7月 - ）[63][64]
- Y!mobile『ハジメちゃん登場』篇（2021年8月 - ） - ハジメちゃん 役[65]

### PV
- GUMMY 「信じてる…」（2013年4月3日） - タケシ 役[注 3]
- MISIA 「幸せをフォーエバー」（2013年9月4日） - 森 役
- Q'ulle 「アルカライト」（2017年12月20日） - 本人 役[注 4]

### ライブ
- アンジャッシュ児嶋一哉ソロコントライブVOL.1タンピン（2008年8月12日 - 13日、俳優座劇場）

## 受賞歴
- ヨガジャーナル presents Yoga People Award 2016[66]
- ヨガジャーナル presents Yoga People Award 2022 - ベストオブヨギ2022受賞[67]